# Clasificación de Conmebol para la Copa Mundial de Fútbol de 2026
La clasificación de Conmebol para la Copa Mundial de Fútbol de 2026, popular y oficialmente conocida como Eliminatorias Sudamericanas, es el torneo que determinará a las selecciones nacionales que asistirán por parte de la Confederación Sudamericana de Fútbol al mencionado torneo que se celebrará en América del Norte: Canadá, Estados Unidos y México. Tras los cambios realizados por la FIFA respecto a la cantidad de equipos clasificados, la Conmebol incrementó su número de cupos, contando ahora con 6 plazas directas y un cupo para el Torneo de repesca.
Las diez selecciones de la Conmebol se enfrentan todas contra todas en un sistema de dos rondas, con partidos de ida y vuelta (local y visitante), desde el 7 de septiembre de 2023 hasta el 9 de septiembre de 2025.
Argentina, campeón mundial vigente, logró el primer boleto de clasificación el 25 de marzo de 2025, tras consumarse un empate entre Bolivia y Uruguay. Así, aseguró su decimonovena participación en la máxima cita, a la cual no falta desde 1970. En la fecha 15 el combinado albiceleste aseguró el primer puesto en la tabla general, posición que no lograba desde la clasificación a Brasil 2014.
El 10 de junio de 2025, en la fecha 16, tras las combinaciones matemáticas por la derrota de Venezuela ante Uruguay, Brasil y Ecuador consiguieron asegurar su clasificación a la justa mundialista, tras derrotar a Paraguay y empatar con Perú respectivamente. Esta es la vigésimo tercera participación de la Verdeamarela continuando su racha de presencia perfecta en la Copa del Mundo, mientras que, por otra parte, será la quinta participación para el combinado ecuatoriano y segunda consecutiva. Además, los resultados decretaron el primer equipo eliminado de la competencia: Chile. Por tercer mundial consecutivo, la escuadra trasandina no logró clasificar.

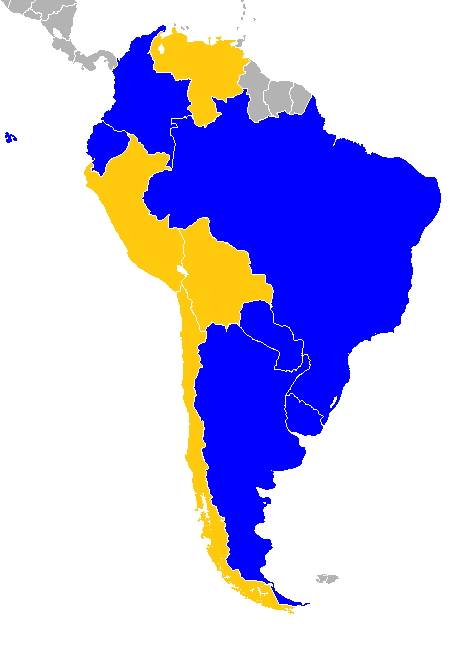
Clasificado
Aún puede clasificarse
Eliminado
No es parte de la Conmebol

## Equipos participantes
El proceso clasificatorio de Conmebol cuenta con las diez selecciones nacionales, ya que el Mundial no tendrá sede en ninguno de los países miembros.
| Selección | Entrenador                 | Ciudad localía                                                   | Estadio localía |
| --------- | -------------------------- | ---------------------------------------------------------------- | --- |
| Argentina | Lionel Scaloni             | Buenos Aires                                                     | Monumental La Bombonera |
| Bolivia   | Óscar Villegas             | La Paz El Alto                                                   | Hernando Siles Municipal |
| Brasil    | Carlo Ancelotti            | Belém Cuiabá Río de Janeiro Curitiba Brasilia Salvador São Paulo | Estadual Jornalista Edgar Augusto Proença Arena Pantanal Maracaná Couto Pereira Mané Garrincha Arena Fonte Nova Neo Química Arena |
| Chile     | Nicolás Córdova (interino) | Santiago                                                         | Monumental Nacional |
| Colombia  | Néstor Lorenzo             | Barranquilla                                                     | Metropolitano Roberto Meléndez |
| Ecuador   | Sebastián Beccacece        | Quito Guayaquil                                                  | Rodrigo Paz Delgado Monumental Isidro Romero Carbo                                                                                |
| Paraguay  | Gustavo Alfaro             | Ciudad del Este Asunción                                         | Antonio Aranda Defensores del Chaco                                                                                               |
| Perú      | Óscar Ibáñez               | Lima                                                             | Nacional Monumental del Perú |
| Uruguay   | Marcelo Bielsa             | Montevideo                                                       | Centenario |
| Venezuela | Fernando Batista           | Maturín                                                          | Monumental de Maturín |

La selección de fútbol de Ecuador comenzó las clasificatorias con 3 puntos menos por la resolución del caso de Byron Castillo.
 Entre paréntesis los entrenadores que están dirigiendo de forma interina.

### Cambio de entrenadores
| Selección | Entrenador saliente        | Fecha de salida          | Tipo de salida             | Partidos disputados   | Reemplazado por            | Fecha de llegada         |
| --------- | -------------------------- | ------------------------ | -------------------------- | --------------------- | -------------------------- | ------------------------ |
| Paraguay  | Guillermo Barros Schelotto | 16 de septiembre de 2023 | Despido                    | 2 (0 PG, 1 PE, 1 PP)  | Daniel Garnero             | 20 de septiembre de 2023 |
| Bolivia   | Gustavo Costas             | 24 de octubre de 2023    | Despido                    | 4 (0 PG, 0 PE, 4 PP)  | Antônio Zago               | 31 de octubre de 2023    |
| Chile     | Eduardo Berizzo            | 17 de noviembre de 2023  | Renuncia                   | 5 (1 PG, 2 PE, 2 PP)  | Nicolás Córdova (interino) | 17 de noviembre de 2023  |
| Perú      | Juan Reynoso               | 23 de noviembre de 2023  | Despido                    | 6 (0 PG, 2 PE, 4 PP)  | Jorge Fossati              | 10 de enero de 2024      |
| Brasil    | Fernando Diniz (interino)  | 5 de enero de 2024       | Fin de interinidad/Despido | 6 (2 PG, 1 PE, 3 PP)  | Dorival Júnior             | 7 de enero de 2024       |
| Chile     | Nicolás Córdova (interino) | 24 de enero de 2024      | Fin de interinidad         | 1 (0 PG, 0 PE, 1 PP)  | Ricardo Gareca             | 24 de enero de 2024      |
| Ecuador   | Félix Sánchez Bas          | 5 de julio de 2024       | Despido                    | 6 (3 PG, 2 PE, 1 PP)  | Sebastián Beccacece        | 1 de agosto de 2024      |
| Paraguay  | Daniel Garnero             | 8 de julio de 2024       | Despido                    | 4 (1 PG, 1 PE, 2 PP)  | Gustavo Alfaro             | 14 de agosto de 2024     |
| Bolivia   | Antônio Zago               | 18 de julio de 2024      | Despido                    | 2 (1 PG, 0 PE, 1 PP)  | Óscar Villegas             | 19 de julio de 2024      |
| Perú      | Jorge Fossati              | 15 de enero de 2025      | Despido                    | 6 (1 PG, 2 PE, 3 PP)  | Óscar Ibáñez               | 6 de febrero de 2025     |
| Brasil    | Dorival Júnior             | 28 de marzo de 2025      | Despido                    | 8 (4 PG, 2 PE, 2 PP)  | Carlo Ancelotti            | 26 de mayo de 2025       |
| Chile     | Ricardo Gareca             | 10 de junio de 2025      | Renuncia                   | 10 (1 PG, 2 PE, 7 PP) | Nicolás Córdova (interino) | 4 de julio de 2025       |

## Formato de competición
Inicialmente, con la ampliación de la Copa Mundial de Fútbol de 32 a 48 equipos, la FIFA planteó a la Conmebol el cambio de su sistema eliminatorio por uno que se jugara dividiendo a las diez selecciones participantes en dos grupos de cinco, enfrentándose entre sí y clasificando directamente a las tres primeras de cada uno, mientras la cuarta de cada grupo se enfrentaría en un duelo eliminatorio para buscar el último cupo en el torneo de repechaje.
Sin embargo, la Conmebol decidió de manera unánime comunicar a la FIFA que mantendría el formato de un solo grupo bajo el sistema de todos contra todos, adoptado desde la clasificación para el mundial de Francia 1998, lo cual haría que el proceso clasificatorio inicie en septiembre de 2023.
En caso de igualdad a puntos, los criterios de desempate son los siguientes:
- 1) Mejor diferencia de goles en todos los partidos disputados.
- 2) Mayor cantidad de goles marcados en todos los partidos de la eliminatoria.
- 3) Mayor número de puntos obtenidos en los duelos entre los equipos empatados.
- 4) Mejor diferencia de goles en los duelos entre los equipos empatados.
- 5) Mayor cantidad de goles marcados en los duelos entre los equipos empatados.
- 6) Mayor cantidad de goles marcados en condición de visitante en los partidos entre los equipos en cuestión.

La FIFA introdujo también el «fair play» como nuevo criterio de desempate. La selección con menos puntos negativos se situaría por delante.
- Primera tarjeta amarilla: menos 1 punto
- Segunda tarjeta amarilla/ roja indirecta: menos 3 puntos
- Tarjeta roja directa: menos 4 puntos
- Tarjeta amarilla y roja directa: menos 5 puntos

## Calendario
El inicio de la disputa ocurrió el 7 de septiembre de 2023, con el partido Paraguay-Perú, a la vez el primero de las eliminatorias a nivel mundial. El repechaje intercontinental será en marzo de 2026.
En esta ocasión, no se realizó el sorteo y se siguió el mismo calendario que se usó para Catar 2022, consistente en nueve fechas dobles, que finalizarán en septiembre de 2025.
| Partidos de ida | Partidos de ida             |
| Jornada         | Fecha                       |
| --------------- | --------------------------- |
| Jornada 1       | 7 y 8 de septiembre de 2023 |
| Jornada 2       | 12 de septiembre de 2023    |
| Jornada 3       | 12 de octubre de 2023       |
| Jornada 4       | 17 de octubre de 2023       |
| Jornada 5       | 16 de noviembre de 2023     |
| Jornada 6       | 21 de noviembre de 2023     |
| Jornada 7       | 5 y 6 de septiembre de 2024 |
| Jornada 8       | 10 de septiembre de 2024    |
| Jornada 9       | 10 y 11 de octubre de 2024  |

| Partidos de vuelta | Partidos de vuelta           |
| Jornada            | Fecha                        |
| ------------------ | ---------------------------- |
| Jornada 10         | 15 de octubre de 2024        |
| Jornada 11         | 14 y 15 de noviembre de 2024 |
| Jornada 12         | 19 de noviembre de 2024      |
| Jornada 13         | 20 y 21 de marzo de 2025     |
| Jornada 14         | 25 de marzo de 2025          |
| Jornada 15         | 5 y 6 de junio de 2025       |
| Jornada 16         | 10 de junio de 2025          |
| Jornada 17         | 4 de septiembre de 2025      |
| Jornada 18         | 9 de septiembre de 2025      |

## Tabla de posiciones
| Pos. | Selección | Pts. | PJ | PG | PE | PP | GF | GC | Dif. |
| ---- | --------- | ---- | -- | -- | -- | -- | -- | -- | ---- |
| 1.   | Argentina | 35   | 16 | 11 | 2  | 3  | 28 | 9  | 19   |
| 2.   | Ecuador   | 25   | 16 | 7  | 7  | 2  | 13 | 5  | 8    |
| 3.   | Brasil    | 25   | 16 | 7  | 4  | 5  | 21 | 16 | 5    |
| 4.   | Uruguay   | 24   | 16 | 6  | 6  | 4  | 19 | 12 | 7    |
| 5.   | Paraguay  | 24   | 16 | 6  | 6  | 4  | 13 | 10 | 3    |
| 6.   | Colombia  | 22   | 16 | 5  | 7  | 4  | 19 | 15 | 4    |
| 7.   | Venezuela | 18   | 16 | 4  | 6  | 6  | 15 | 19 | –4   |
| 8.   | Bolivia   | 17   | 16 | 5  | 2  | 9  | 16 | 32 | −16  |
| 9.   | Perú      | 12   | 16 | 2  | 6  | 8  | 6  | 17 | −11  |
| 10.  | Chile     | 10   | 16 | 2  | 4  | 10 | 9  | 24 | −15  |

| L\V                  | Bandera de Argentina | Bandera de Bolivia | Bandera de Brasil | Bandera de Chile | Bandera de Colombia | Bandera de Ecuador | Bandera de Paraguay | Bandera de Perú | Bandera de Uruguay | Bandera de Venezuela |
| Bandera de Argentina |                      | 6:0                | 4:1               | 3:0              | 1:1                 | 1:0                | 1:0                 | 1:0             | 0:2                | :                    |
| Bandera de Bolivia   | 0:3                  |                    | :                 | 2:0              | 1:0                 | 1:2                | 2:2                 | 2:0             | 0:0                | 4:0                  |
| Bandera de Brasil    | 0:1                  | 5:1                |                   | :                | 2:1                 | 1:0                | 1:0                 | 4:0             | 1:1                | 1:1                  |
| Bandera de Chile     | 0:1                  | 1:2                | 1:2               |                  | 0:0                 | 0:0                | 0:0                 | 2:0             | :                  | 4:2                  |
| Bandera de Colombia  | 2:1                  | :                  | 2:1               | 4:0              |                     | 0:1                | 2:2                 | 0:0             | 2:2                | 1:0                  |
| Bandera de Ecuador   | :                    | 4:0                | 0:0               | 1:0              | 0:0                 |                    | 0:0                 | 1:0             | 2:1                | 2:1                  |
| Bandera de Paraguay  | 2:1                  | 1:0                | 1:0               | 1:0              | 0:1                 | :                  |                     | 0:0             | 2:0                | 2:1                  |
| Bandera de Perú      | 0:2                  | 3:1                | 0:1               | 0:0              | 1:1                 | 0:0                | :                   |                 | 1:0                | 1:1                  |
| Bandera de Uruguay   | 0:1                  | 3:0                | 2:0               | 3:1              | 3:2                 | 0:0                | 0:0                 | :               |                    | 2:0                  |
| Bandera de Venezuela | 1:1                  | 2:0                | 1:1               | 3:0              | :                   | 0:0                | 1:0                 | 1:0             | 0:0                |                      |

|  | Clasificación directa a la Copa Mundial de Fútbol de 2026. |
|  | Clasificación al Torneo de Repesca Intercontinental.       |

### Evolución de la clasificación
| País/fecha | 1  | 2  | 3  | 4  | 5  | 6  | 7  | 8  | 9  | 10 | 11 | 12 | 13 | 14 | 15 | 16 | 17 | 18 |
| ---------- | -- | -- | -- | -- | -- | -- | -- | -- | -- | -- | -- | -- | -- | -- | -- | -- | -- | -- |
| Argentina  | 3  | 2  | 1  | 1  | 1  | 1  | 1  | 1  | 1  | 1  | 1  | 1  | 1  | 1  | 1  | 1  | 1  | 1  |
| Ecuador    | 10 | 9  | 7  | 6  | 6  | 5  | 6  | 4  | 5  | 5  | 5  | 3  | 2  | 2  | 2  | 2  | —  | —  |
| Brasil     | 1  | 1  | 2  | 3  | 5  | 6  | 4  | 5  | 4  | 4  | 4  | 5  | 3  | 4  | 4  | 3  | —  | —  |
| Uruguay    | 2  | 4  | 4  | 2  | 2  | 2  | 2  | 3  | 3  | 3  | 2  | 2  | 4  | 3  | 5  | 4  | —  | —  |
| Paraguay   | 5  | 6  | 8  | 7  | 7  | 7  | 7  | 7  | 8  | 6  | 6  | 6  | 5  | 5  | 3  | 5  | —  | —  |
| Colombia   | 4  | 3  | 3  | 5  | 3  | 3  | 3  | 2  | 2  | 2  | 3  | 4  | 6  | 6  | 6  | 6  | —  | —  |
| Venezuela  | 7  | 5  | 6  | 4  | 4  | 4  | 5  | 6  | 7  | 8  | 7  | 8  | 8  | 7  | 7  | 7  | —  | —  |
| Bolivia    | 9  | 10 | 10 | 10 | 9  | 9  | 8  | 8  | 6  | 7  | 8  | 7  | 7  | 8  | 8  | 8  | —  | —  |
| Perú       | 6  | 7  | 9  | 9  | 10 | 10 | 10 | 10 | 9  | 9  | 9  | 10 | 9  | 9  | 9  | 9  | —  | —  |
| Chile      | 8  | 8  | 5  | 8  | 8  | 8  | 9  | 9  | 10 | 10 | 10 | 9  | 10 | 10 | 10 | 10 | —  | —  |

## Resultados

### Primera vuelta
| Fecha                    | Lugar           |           |                      | Resultado |                      |           |
| ------------------------ | --------------- | --------- | -------------------- | --------- | -------------------- | --------- |
| 7 de septiembre de 2023  | Ciudad del Este | Paraguay  | Bandera de Paraguay  | 0:0       | Bandera de Perú      | Perú      |
| 7 de septiembre de 2023  | Barranquilla    | Colombia  | Bandera de Colombia  | 1:0 (0:0) | Bandera de Venezuela | Venezuela |
| 7 de septiembre de 2023  | Buenos Aires    | Argentina | Bandera de Argentina | 1:0 (0:0) | Bandera de Ecuador   | Ecuador   |
| 8 de septiembre de 2023  | Montevideo      | Uruguay   | Bandera de Uruguay   | 3:1 (2:0) | Bandera de Chile     | Chile     |
| 8 de septiembre de 2023  | Belém           | Brasil    | Bandera de Brasil    | 5:1 (1:0) | Bandera de Bolivia   | Bolivia   |
| 12 de septiembre de 2023 | La Paz          | Bolivia   | Bandera de Bolivia   | 0:3 (0:2) | Bandera de Argentina | Argentina |
| 12 de septiembre de 2023 | Quito           | Ecuador   | Bandera de Ecuador   | 2:1 (1:1) | Bandera de Uruguay   | Uruguay   |
| 12 de septiembre de 2023 | Maturín         | Venezuela | Bandera de Venezuela | 1:0 (0:0) | Bandera de Paraguay  | Paraguay  |
| 12 de septiembre de 2023 | Santiago        | Chile     | Bandera de Chile     | 0:0       | Bandera de Colombia  | Colombia  |
| 12 de septiembre de 2023 | Lima            | Perú      | Bandera de Perú      | 0:1 (0:0) | Bandera de Brasil    | Brasil    |
| 12 de octubre de 2023    | Barranquilla    | Colombia  | Bandera de Colombia  | 2:2 (1:0) | Bandera de Uruguay   | Uruguay   |
| 12 de octubre de 2023    | La Paz          | Bolivia   | Bandera de Bolivia   | 1:2 (0:1) | Bandera de Ecuador   | Ecuador   |
| 12 de octubre de 2023    | Buenos Aires    | Argentina | Bandera de Argentina | 1:0 (1:0) | Bandera de Paraguay  | Paraguay  |
| 12 de octubre de 2023    | Santiago        | Chile     | Bandera de Chile     | 2:0 (0:0) | Bandera de Perú      | Perú      |
| 12 de octubre de 2023    | Cuiabá          | Brasil    | Bandera de Brasil    | 1:1 (0:0) | Bandera de Venezuela | Venezuela |
| 17 de octubre de 2023    | Maturín         | Venezuela | Bandera de Venezuela | 3:0 (1:0) | Bandera de Chile     | Chile     |
| 17 de octubre de 2023    | Asunción        | Paraguay  | Bandera de Paraguay  | 1:0 (0:0) | Bandera de Bolivia   | Bolivia   |
| 17 de octubre de 2023    | Quito           | Ecuador   | Bandera de Ecuador   | 0:0       | Bandera de Colombia  | Colombia  |
| 17 de octubre de 2023    | Montevideo      | Uruguay   | Bandera de Uruguay   | 2:0 (1:0) | Bandera de Brasil    | Brasil    |
| 17 de octubre de 2023    | Lima            | Perú      | Bandera de Perú      | 0:2 (0:2) | Bandera de Argentina | Argentina |
| 16 de noviembre de 2023  | La Paz          | Bolivia   | Bandera de Bolivia   | 2:0 (1:0) | Bandera de Perú      | Perú      |
| 16 de noviembre de 2023  | Maturín         | Venezuela | Bandera de Venezuela | 0:0       | Bandera de Ecuador   | Ecuador   |
| 16 de noviembre de 2023  | Barranquilla    | Colombia  | Bandera de Colombia  | 2:1 (0:1) | Bandera de Brasil    | Brasil    |
| 16 de noviembre de 2023  | Buenos Aires    | Argentina | Bandera de Argentina | 0:2 (0:1) | Bandera de Uruguay   | Uruguay   |
| 16 de noviembre de 2023  | Santiago        | Chile     | Bandera de Chile     | 0:0       | Bandera de Paraguay  | Paraguay  |
| 21 de noviembre de 2023  | Asunción        | Paraguay  | Bandera de Paraguay  | 0:1 (0:1) | Bandera de Colombia  | Colombia  |
| 21 de noviembre de 2023  | Montevideo      | Uruguay   | Bandera de Uruguay   | 3:0 (2:0) | Bandera de Bolivia   | Bolivia   |
| 21 de noviembre de 2023  | Quito           | Ecuador   | Bandera de Ecuador   | 1:0 (1:0) | Bandera de Chile     | Chile     |
| 21 de noviembre de 2023  | Río de Janeiro  | Brasil    | Bandera de Brasil    | 0:1 (0:0) | Bandera de Argentina | Argentina |
| 21 de noviembre de 2023  | Lima            | Perú      | Bandera de Perú      | 1:1 (1:0) | Bandera de Venezuela | Venezuela |
| 5 de septiembre de 2024  | El Alto         | Bolivia   | Bandera de Bolivia   | 4:0 (2:0) | Bandera de Venezuela | Venezuela |
| 5 de septiembre de 2024  | Buenos Aires    | Argentina | Bandera de Argentina | 3:0 (0:0) | Bandera de Chile     | Chile     |
| 6 de septiembre de 2024  | Montevideo      | Uruguay   | Bandera de Uruguay   | 0:0       | Bandera de Paraguay  | Paraguay  |
| 6 de septiembre de 2024  | Curitiba        | Brasil    | Bandera de Brasil    | 1:0 (1:0) | Bandera de Ecuador   | Ecuador   |
| 6 de septiembre de 2024  | Lima            | Perú      | Bandera de Perú      | 1:1 (0:0) | Bandera de Colombia  | Colombia  |
| 10 de septiembre de 2024 | Barranquilla    | Colombia  | Bandera de Colombia  | 2:1 (1:0) | Bandera de Argentina | Argentina |
| 10 de septiembre de 2024 | Santiago        | Chile     | Bandera de Chile     | 1:2 (1:2) | Bandera de Bolivia   | Bolivia   |
| 10 de septiembre de 2024 | Quito           | Ecuador   | Bandera de Ecuador   | 1:0 (0:0) | Bandera de Perú      | Perú      |
| 10 de septiembre de 2024 | Maturín         | Venezuela | Bandera de Venezuela | 0:0       | Bandera de Uruguay   | Uruguay   |
| 10 de septiembre de 2024 | Asunción        | Paraguay  | Bandera de Paraguay  | 1:0 (1:0) | Bandera de Brasil    | Brasil    |
| 10 de octubre de 2024    | El Alto         | Bolivia   | Bandera de Bolivia   | 1:0 (0:0) | Bandera de Colombia  | Colombia  |
| 10 de octubre de 2024    | Quito           | Ecuador   | Bandera de Ecuador   | 0:0       | Bandera de Paraguay  | Paraguay  |
| 10 de octubre de 2024    | Maturín         | Venezuela | Bandera de Venezuela | 1:1 (0:1) | Bandera de Argentina | Argentina |
| 10 de octubre de 2024    | Santiago        | Chile     | Bandera de Chile     | 1:2 (1:1) | Bandera de Brasil    | Brasil    |
| 11 de octubre de 2024    | Lima            | Perú      | Bandera de Perú      | 1:0 (0:0) | Bandera de Uruguay   | Uruguay   |

### Segunda vuelta
| Fecha                   | Lugar          |           |                      | Resultado |                      |           |
| ----------------------- | -------------- | --------- | -------------------- | --------- | -------------------- | --------- |
| 15 de octubre de 2024   | Barranquilla   | Colombia  | Bandera de Colombia  | 4:0 (1:0) | Bandera de Chile     | Chile     |
| 15 de octubre de 2024   | Asunción       | Paraguay  | Bandera de Paraguay  | 2:1 (0:1) | Bandera de Venezuela | Venezuela |
| 15 de octubre de 2024   | Montevideo     | Uruguay   | Bandera de Uruguay   | 0:0       | Bandera de Ecuador   | Ecuador   |
| 15 de octubre de 2024   | Buenos Aires   | Argentina | Bandera de Argentina | 6:0 (3:0) | Bandera de Bolivia   | Bolivia   |
| 15 de octubre de 2024   | Brasilia       | Brasil    | Bandera de Brasil    | 4:0 (1:0) | Bandera de Perú      | Perú      |
| 14 de noviembre de 2024 | Maturín        | Venezuela | Bandera de Venezuela | 1:1 (0:1) | Bandera de Brasil    | Brasil    |
| 14 de noviembre de 2024 | Asunción       | Paraguay  | Bandera de Paraguay  | 2:1 (1:1) | Bandera de Argentina | Argentina |
| 14 de noviembre de 2024 | Guayaquil      | Ecuador   | Bandera de Ecuador   | 4:0 (2:0) | Bandera de Bolivia   | Bolivia   |
| 15 de noviembre de 2024 | Montevideo     | Uruguay   | Bandera de Uruguay   | 3:2 (0:1) | Bandera de Colombia  | Colombia  |
| 15 de noviembre de 2024 | Lima           | Perú      | Bandera de Perú      | 0:0       | Bandera de Chile     | Chile     |
| 19 de noviembre de 2024 | El Alto        | Bolivia   | Bandera de Bolivia   | 2:2 (1:0) | Bandera de Paraguay  | Paraguay  |
| 19 de noviembre de 2024 | Barranquilla   | Colombia  | Bandera de Colombia  | 0:1 (0:1) | Bandera de Ecuador   | Ecuador   |
| 19 de noviembre de 2024 | Buenos Aires   | Argentina | Bandera de Argentina | 1:0 (0:0) | Bandera de Perú      | Perú      |
| 19 de noviembre de 2024 | Santiago       | Chile     | Bandera de Chile     | 4:2 (3:2) | Bandera de Venezuela | Venezuela |
| 19 de noviembre de 2024 | Salvador       | Brasil    | Bandera de Brasil    | 1:1 (0:0) | Bandera de Uruguay   | Uruguay   |
| 20 de marzo de 2025     | Asunción       | Paraguay  | Bandera de Paraguay  | 1:0 (0:0) | Bandera de Chile     | Chile     |
| 20 de marzo de 2025     | Brasilia       | Brasil    | Bandera de Brasil    | 2:1 (1:1) | Bandera de Colombia  | Colombia  |
| 20 de marzo de 2025     | Lima           | Perú      | Bandera de Perú      | 3:1 (2:0) | Bandera de Bolivia   | Bolivia   |
| 21 de marzo de 2025     | Quito          | Ecuador   | Bandera de Ecuador   | 2:1 (1:0) | Bandera de Venezuela | Venezuela |
| 21 de marzo de 2025     | Montevideo     | Uruguay   | Bandera de Uruguay   | 0:1 (0:0) | Bandera de Argentina | Argentina |
| 25 de marzo de 2025     | El Alto        | Bolivia   | Bandera de Bolivia   | 0:0       | Bandera de Uruguay   | Uruguay   |
| 25 de marzo de 2025     | Maturín        | Venezuela | Bandera de Venezuela | 1:0 (1:0) | Bandera de Perú      | Perú      |
| 25 de marzo de 2025     | Barranquilla   | Colombia  | Bandera de Colombia  | 2:2 (2:1) | Bandera de Paraguay  | Paraguay  |
| 25 de marzo de 2025     | Buenos Aires   | Argentina | Bandera de Argentina | 4:1 (3:1) | Bandera de Brasil    | Brasil    |
| 25 de marzo de 2025     | Santiago       | Chile     | Bandera de Chile     | 0:0       | Bandera de Ecuador   | Ecuador   |
| 5 de junio de 2025      | Asunción       | Paraguay  | Bandera de Paraguay  | 2:0 (1:0) | Bandera de Uruguay   | Uruguay   |
| 5 de junio de 2025      | Guayaquil      | Ecuador   | Bandera de Ecuador   | 0:0       | Bandera de Brasil    | Brasil    |
| 5 de junio de 2025      | Santiago       | Chile     | Bandera de Chile     | 0:1 (0:1) | Bandera de Argentina | Argentina |
| 6 de junio de 2025      | Barranquilla   | Colombia  | Bandera de Colombia  | 0:0       | Bandera de Perú      | Perú      |
| 6 de junio de 2025      | Maturín        | Venezuela | Bandera de Venezuela | 2:0 (2:0) | Bandera de Bolivia   | Bolivia   |
| 10 de junio de 2025     | El Alto        | Bolivia   | Bandera de Bolivia   | 2:0 (1:0) | Bandera de Chile     | Chile     |
| 10 de junio de 2025     | Montevideo     | Uruguay   | Bandera de Uruguay   | 2:0 (1:0) | Bandera de Venezuela | Venezuela |
| 10 de junio de 2025     | Buenos Aires   | Argentina | Bandera de Argentina | 1:1 (0:1) | Bandera de Colombia  | Colombia  |
| 10 de junio de 2025     | São Paulo      | Brasil    | Bandera de Brasil    | 1:0 (1:0) | Bandera de Paraguay  | Paraguay  |
| 10 de junio de 2025     | Lima           | Perú      | Bandera de Perú      | 0:0       | Bandera de Ecuador   | Ecuador   |
| 4 de septiembre de 2025 | Montevideo     | Uruguay   | Bandera de Uruguay   | vs.       | Bandera de Perú      | Perú      |
| 4 de septiembre de 2025 | Barranquilla   | Colombia  | Bandera de Colombia  | vs.       | Bandera de Bolivia   | Bolivia   |
| 4 de septiembre de 2025 | Asunción       | Paraguay  | Bandera de Paraguay  | vs.       | Bandera de Ecuador   | Ecuador   |
| 4 de septiembre de 2025 | Buenos Aires   | Argentina | Bandera de Argentina | vs.       | Bandera de Venezuela | Venezuela |
| 4 de septiembre de 2025 | Rio de Janeiro | Brasil    | Bandera de Brasil    | vs.       | Bandera de Chile     | Chile     |
| 9 de septiembre de 2025 | Guayaquil      | Ecuador   | Bandera de Ecuador   | vs.       | Bandera de Argentina | Argentina |
| 9 de septiembre de 2025 | Lima           | Perú      | Bandera de Perú      | vs.       | Bandera de Paraguay  | Paraguay  |
| 9 de septiembre de 2025 | Maturín        | Venezuela | Bandera de Venezuela | vs.       | Bandera de Colombia  | Colombia  |
| 9 de septiembre de 2025 | El Alto        | Bolivia   | Bandera de Bolivia   | vs.       | Bandera de Brasil    | Brasil    |
| 9 de septiembre de 2025 | Santiago       | Chile     | Bandera de Chile     | vs.       | Bandera de Uruguay   | Uruguay   |

## Repechaje intercontinental
La selección que ocupe la séptima posición de la tabla final clasificará al torneo de repesca que se jugará en marzo de 2026.

## Clasificados
| Bandera de Argentina    | Bandera de Brasil       | Bandera de Ecuador      |
| Argentina               | Brasil                  | Ecuador                 |
| 1.er puesto             | -.º puesto              | -.º puesto              |
| Clasificado: 25/03/2025 | Clasificado: 10/06/2025 | Clasificado: 10/06/2025 |

| Bandera de ?           | Bandera de ?           | Bandera de ?           |
| -.º puesto             | -.º puesto             | -.º puesto             |
| Clasificado: —/09/2025 | Clasificado: —/09/2025 | Clasificado: —/09/2025 |

## Estadísticas

### Goleadores
| Luis Díaz                                 | Colombia  | 7 | 1289' | 15 |
| Miguel Terceros                           | Bolivia   | 6 | 748'  | 10 |
| Lionel Messi                              | Argentina | 6 | 854'  | 11 |
| Darwin Núñez                              | Uruguay   | 5 | 889'  | 12 |
| Enner Valencia                            | Ecuador   | 5 | 931'  | 13 |
| Raphinha                                  | Brasil    | 5 | 943'  | 11 |
| Salomón Rondón                            | Venezuela | 5 | 1343' | 16 |
| Antonio Sanabria                          | Paraguay  | 4 | 518'  | 11 |
| Julián Álvarez                            | Argentina | 4 | 1224' | 16 |
| Última actualización: 10 de junio de 2025 |           |   |       |    |

### Anotaciones destacadas
Listado de tripletas o hat-tricks (3), póker de goles (4) y manos o repóker de goles (5) anotados por un jugador en un mismo encuentro.
| Fecha                                       | Jugador      | Goles           | Local     | Resultado | Visitante | Jornada |
| ------------------------------------------- | ------------ | --------------- | --------- | --------- | --------- | ------- |
| 15 de octubre de 2024                       | Lionel Messi | 19' · 84' · 86' | Argentina | 6:0       | Bolivia   | 10      |
| Última actualización: 15 de octubre de 2024 |              |                 |           |           |           |         |

### Asistencias
| James Rodríguez                           | Colombia  | 5 | 1112' | 16 |
| Maximiliano Araújo                        | Uruguay   | 5 | 1173' | 15 |
| Yeferson Soteldo                          | Venezuela | 4 | 1038' | 15 |
| Neymar                                    | Brasil    | 3 | 313'  | 4  |
| Nicolás de la Cruz                        | Uruguay   | 3 | 567'  | 8  |
| Lionel Messi                              | Argentina | 3 | 854'  | 11 |
| Darwin Núñez                              | Uruguay   | 3 | 889'  | 12 |
| Roberto Fernández                         | Bolivia   | 3 | 895'  | 12 |
| Enzo Fernández                            | Argentina | 3 | 1268' | 15 |
| Moisés Caicedo                            | Ecuador   | 3 | 1350' | 15 |
| Última actualización: 10 de junio de 2025 |           |   |       |    |

### Autogoles
| Jugador                                   | Selección | Rival     | Autogol(es) |
| ----------------------------------------- | --------- | --------- | ----------- |
| Gabriel Villamíl                          | Bolivia   | Uruguay   | 1           |
| Dávinson Sánchez                          | Colombia  | Uruguay   | 1           |
| Tomás Rincón                              | Venezuela | Chile     | 1           |
| Héctor Cuéllar                            | Bolivia   | Venezuela | 1           |
| Última actualización: 6 de junio de 2025. |           |           |             |

### Efectividad
| País/efectividad | Local   | Visitante | Total   |
| ---------------- | ------- | --------- | ------- |
| Argentina        | 79.17 % | 66.67 %   | 72.92 % |
| Ecuador          | 75.00 % | 41.67 %   | 58.33 % |
| Brasil           | 70.83 % | 33.33 %   | 52.08 % |
| Uruguay          | 70.83 % | 29.17 %   | 50.00 % |
| Paraguay         | 79.17 % | 20.83 %   | 50.00 % |
| Colombia         | 62.50 % | 29.17 %   | 45.83 % |
| Venezuela        | 66.67 % | 8.33 %    | 37.50 % |
| Bolivia          | 58.33 % | 12.50 %   | 35.42 % |
| Perú             | 41.67 % | 8.33 %    | 25.00 % |
| Chile            | 37.50 % | 4.17 %    | 20.83 % |

## Derechos de transmisión
- Argentina: TV Pública,[54] Telefe, TyC Sports (3 partidos por fecha) y DSports (2 partidos por fecha).[55]
- Bolivia: FútbolCanal [56](solo los partidos de Bolivia de local) y Tigo Sports (excepto los partidos de Bolivia como local).[57]
- Brasil: TV Globo, SporTV y Globoplay.[58]
- Chile: Chilevision, Paramount+ (excepto los partidos de Bolivia y Brasil como local),[59]Mega (solo los partidos de Bolivia y Brasil como local),[60][61]ESPN y Disney+ (excepto los partidos de Bolivia y Brasil como local).[62]
- Colombia: Caracol Televisión[63] y Canal RCN.[64]
- Ecuador: El Canal del Fútbol,[65] Zapping Sports[66] y Teleamazonas (1 partido por fecha en vivo y los partidos de Ecuador en diferido).[67]
- Paraguay: APF TV, GEN[68] (todos los partidos) y Antelco.
- Perú: América Televisión,[69] ATV (solo los partidos de Perú, excepto contra Bolivia y Brasil de visitante),[70] Latina Televisión[71] (solo los partidos de Brasil y Bolivia de local) y Movistar Deportes[72] (todos los partidos).
- Uruguay: AUF TV, Antel y DSports.[73]
- Venezuela: Venevisión (excepto los partidos de Venezuela como local),[74] Televen[75] (solo los partidos de Venezuela como local), Tves,[76] Inter, Simple TV y  Bym Sport.[77]